# (2874) Jim Young
(2874) Jim Young (1982 TH; 1962 WE; 1965 SD; 1972 TD2; 1972 XF) ist ein ungefähr sieben Kilometer großer Asteroid des inneren Hauptgürtels, der am 13. Oktober 1982 vom US-amerikanischen Astronomen Edward L. G. Bowell am Lowell-Observatorium, Anderson Mesa Station (Anderson Mesa) in der Nähe von Flagstaff, Arizona (IAU-Code 688) (IAU-Code 801) entdeckt wurde.

## Benennung
(2874) Jim Young wurde nach dem Astronomen James W. Young benannt, der am Table Mountain Observatory (IAU-Code 654) des Jet Propulsion Laboratory arbeitete. Die Benennung wurde von A. W. Harris vorgeschlagen.